# 奧維爾·阿頓·騰奎斯特
奧維爾·阿頓·湯普生·騰奎斯特（英語：Orville Alton Thompson "Tommy" Turnquest，1959年11月16日—），常稱湯米·騰奎斯特，巴哈馬政治家，現為巴哈馬議會及國家安全部成員。他是前總督奧維爾·騰奎斯特和伊迪絲·騰奎斯特夫人之子。